# Ангельбург
Ангельбург (нім. Angelburg) — громада в Німеччині, знаходиться в землі Гессен. Підпорядковується адміністративному округу Гіссен. Входить до складу району Марбург-Біденкопф.
Площа — 16,72 км2. Населення становить 3422 ос. (станом на 31 грудня 2020).